# Richard Vickers
Sir Richard Maurice Hilton Vickers, KCB, CVO, OBE (* 21. August 1928 in Cheltenham; † 6. Februar 2024) war ein britischer Offizier und zuletzt Generalleutnant der British Army, der unter anderem zwischen 1982 und 1983 Generaldirektor für militärische Ausbildung (Director-General of Military Training) war. Er bekleidete zudem von 1986 bis 1998 das Ehrenamt eines Gentleman Usher und war daraufhin zwischen 1998 und 2022 Extra Gentleman Usher to the Queen.

## Leben
Richard Maurice Hilton Vickers absolvierte nach dem Besuch des Haileybury and Imperial Service College eine Offiziersausbildung an der Royal Military Academy Sandhurst (RMAS) und wurde nach deren Abschluss 1948 als Second Lieutenant in die Panzertruppe (Royal Tank Regiment) übernommen. In den folgenden Jahren fand er zahlreiche Verwendungen als Offizier sowie Stabsoffizier und wurde für seine Verdienste 1959 Lieutenant des Royal Victorian Order (LVO) sowie 1964 zum Member des Order of the British Empire (MBE) ernannt. Als Lieutenant-Colonel war er zwischen Januar 1968 und März 1969 zunächst Kommandeur des Schweren Kavallerieregiments 1st The Royal Dragoons sowie im Anschluss von März 1969 bis Dezember 1970 Kommandeur des daraus hervorgegangenen Kavallerieregiments Blues and Royals (Royal Horse Guards and 1st Dragoons). Für seine Verdienste wurde er 1970 zum Officer des Order of the British Empire (OBE) ernannt.
Als Brigadier war Vickers zwischen Dezember 1972 und Januar 1975 zunächst Kommandeur der 11. Panzerbrigade (Commanding, 11th Armoured Brigade) sowie im Anschluss im Verteidigungsministerium des Vereinigten Königreichs von Dezember 1975 bis April 1977 stellvertretender Direktor für Heeresausbildung (Deputy Director of Army Training). Nach seiner Beförderung zum Major-General löste er im Oktober 1977 Generalmajor Nigel Bagnall als Kommandeur der 4. Panzerdivision (General Officer Commanding, 4th Armoured Division) ab und hatte dieses Kommando bis Juli 1979 inne, woraufhin Generalmajor John Akehurst seine dortige Nachfolge antrat. Danach übernahm er im September 1979 von Generalmajor Philip Ward den Posten als Kommandant der Royal Military Academy Sandhurst und hatte diesen bis zu seiner Ablösung durch Generalmajor Geoffrey Howlett im Februar 1982 inne.
Nachdem Richard Vickers zum Lieutenant-General befördert worden war, wurde er im Juni 1982 im Verteidigungsministerium Generaldirektor für militärische Ausbildung (Director-General of Military Training) und verblieb in dieser Funktion bis zu seinem Eintritt in den Ruhestand im Oktober 1983. Während dieser Zeit wurde er im Zuge der sogenannten „New Year Honours“ am 31. Dezember 1982 als Knight Commander des Order of the Bath (KCB) geadelt, so dass er fortan das Prädikat „Sir“ führte.
Nach seinem Ausscheiden aus dem aktiven Militärdienst war Sir Richard Vickers zwischen 1983 und 1993 Generaldirektor des Winston Churchill Memorial Trust (WCMT), eine in Großbritannien, Australien und Neuseeland bestehende Organisation zur Stärkung der Gemeinschaften durch die Bereitstellung von Möglichkeiten für Einzelpersonen, ihr Wissen in anderen Ländern zu erweitern. Daneben wurde er 1986 in das Ehrenamt eines Gentleman Usher berufen und hatte dieses bis zum Erreichen der Altersgrenze von siebzig Jahren inne. Daraufhin wurde er zum Extra Gentleman Usher to the Queen ernannt, eine Ehrenfunktion, die er bis 2022 bekleidete, und auch zum Commander des Royal Victorian Order (CVO) ernannt.